# Batalla de Tourtour
La batalla de Tartero en 973 fue una gran victoria de las fuerzas cristianas mandadas por Guillermo I de Provenza sobre los piratas sarracenos andalusíes asentados en Fraxinetum (Provenza).

## Antecedentes
Durante décadas, los sarracenos habían venido introduciéndose en Provenza. Durante estas expediciones construyeron varias fortalezas, la mayor de ellas la de Fraxinetum (el castillo de La Garde-Freinet). Desde estas bases realizaban razzias con el fin de capturar mercancías y personas que serían vendidas en otros puertos musulmanes.
Aunque en un principio sufrieron una fuerte resistencia, pronto el ánimo de la gente de Provenza se tornó en una oposición más pasiva. 
A principios del año 973, los sarracenos capturaron a Maïeul, nacido en Valensole, departamento de Alpes de Alta Provenza, abad de Cluny, y demandaron un rescate. Debido a la gran veneración que le profesaban sus monjes el rescate fue pronto pagado y el abad liberado. Una vez libre, el abad alentó la venganza contra la amenaza sarracena. La antipatía hacia los piratas sarracenos unía tanto nobles como plebeyos y juntos pidieron al conde Guillermo I de Provenza que actuara contra los musulmanes. Guillermo reclutó un ejército, no solo formado por gentes de Provenza, sino también del Delfinado y Niza, y pasó a la ofensiva.

## Cronología
La estrategia del conde fue la de atacar con sus fuerzas el corazón de la Provenza sarracena. Los musulmanes conocedores de esta amenaza se enfrentaron a los provenzales en los Alpes, siendo derrotados en cinco batallas por estos (Embrun, Gap, Riez, Ampus y Cabasse). Prácticamente vencidos, los sarracenos plantaron batalla final en una planicie cerca de Fraxinetum llamada Tarteror. Nuevamente Guillermo venció y persiguió a los sarracenos hasta Fraxinetum donde se refugiaron.
Después de un descanso en la campaña, Guillermo asaltó finalmente Fraxinetum. Este ataque fue dirigido por los señores de Levens, Aspremont, Gilette, Beuil, y Sospel. Después de la toma de La Garde-Freinet, los sarracenos fueron aislados en la fortaleza de Fraxinetum que pronto fue capturada. 
La Garde-Freinet fue destruida hasta los cimientos y los restos del ejército musulmán huyeron a un bosque cercano, donde fueron capturados o muertos. Los cautivos sarracenos fueron bautizados y se les hizo trabajar como esclavos, mientras el resto de musulmanes de Provenza evacuó la región por barco sin esperar futuras represalias.
Por el éxito de la campaña en la expulsión de los sarracenos de Provenza, Guillermo fue nombrado como "el Libertador" o el "Pater Patriae".